# State Sector Act 1988
Der State Sector Act 1988 ist ein Gesetz in Neuseeland, das den zentralen staatlichen Bereich des öffentlichen Dienstes des Landes kontrolliert und regelt.

## Das Gesetz
Im Teil 1 des Gesetzes wird die Rolle und Aufgabe des State Services Commissioner und seines Stellvertreters beschrieben und geregelt. Der Teil 2 des Gesetzes widmet sich dem Public Service (öffentlichen Dienst). In ihm werden die Rollen der Departments und Department Agencies beschrieben und ihre Beziehung untereinander sowie zu den zuständigen Minister geregelt. Der dritte Teil des Gesetzes beschreibt die Rolle des Chief Executive Officer (CEO) in Departments und Department Agencies wogegen sich die Teile 4 und 5 mit dem Management und der Organisation beschäftigen, der Teil 6 eine Verbindung zum Employment Relations Act 2000 schafft und der Teil 7 auf die Ausbildung des Personals zielt.

## Ziele des Gesetzes
Die Ziele des Gesetzes sind, den zentralen öffentlichen Dienst so zu fördern und weiterzuentwickeln, dass
- er mit dem Geist der Dienstleistung an der Gesellschaft durchdrungen ist,
- er im kollektiven Interesse der Regierung tätig ist,
- er angemessene Standards für Integrität und Verhaltensregeln aufrechterhält,
- er politische Neutralität wahrt,
- er durch effektiv arbeitende Arbeitskräfte und Personaleinsatz unterstützt wird,
- er sich als guter Arbeitgeber verpflichtet fühlt,
- er von einer Kultur hervorragender Leistung und Effizienz geleitet ist und
- er eine Kultur von Verantwortung fördert.[1]

## Geschichte
Das Gesetz des State Sector Act 1988 entstand im Rahmen der Reform des Öffentlichen Dienstes und der staatlichen Dienstleistungen sowie der Privatisierung staatlicher Unternehmen, die die 4. Regierung der New Zealand Labour Party unter dem Premierminister David Lange von 1984 bis 1990 aufgrund der Finanzkrise des Landes in Angriff genommen hatte. Ziel der Reform war es, den öffentlichen Dienst effizienter und leistungsfähiger zu gestalten.